# Шестисторонні переговори
Шестисторонні переговори мали на меті знайти мирний варіант вирішення проблем безпеки у зв'язку з програмою ядерної зброї Північної Кореї. У Пекіні відбулася серія зустрічей з шістьма державами-учасницями:
- Північна Корея
- Південна Корея
- Японія
- Сполучені Штати Америки
- Китайська Народна Республіка
- Російська Федерація.

Ці переговори стали наслідком того, що Північна Корея відмовилася від Договору про нерозповсюдження ядерної зброї (ДНЯЗ) у 2003 році. Очевидний прогрес після четвертого та п’ятого раундів змінили зовнішні події. П'ять раундів переговорів з 2003 по 2007 рік дали невеликий прогрес  до третьої фази п'ятого раунду переговорів, коли Північна Корея погодилася закрити свої ядерні об'єкти в обмін на допомогу з паливом та кроки до нормалізації відносин з США та Японією. Відповідаючи гнівно на Заяву Президента Ради Безпеки ООН, опубліковану 13 квітня 2009 року, в якій засуджено невдалий запуск супутника з боку Північної Кореї, 14 квітня 2009 року КНДР заявила, що виходить зі шестисторонніх переговорів і відновлює програму ядерного збагачення з метою посилення її ядерного стримування. Північна Корея також вислала всіх ядерних інспекторів із країни.

## Зміст шестисторонніх переговорів
Основними спірними моментами були:

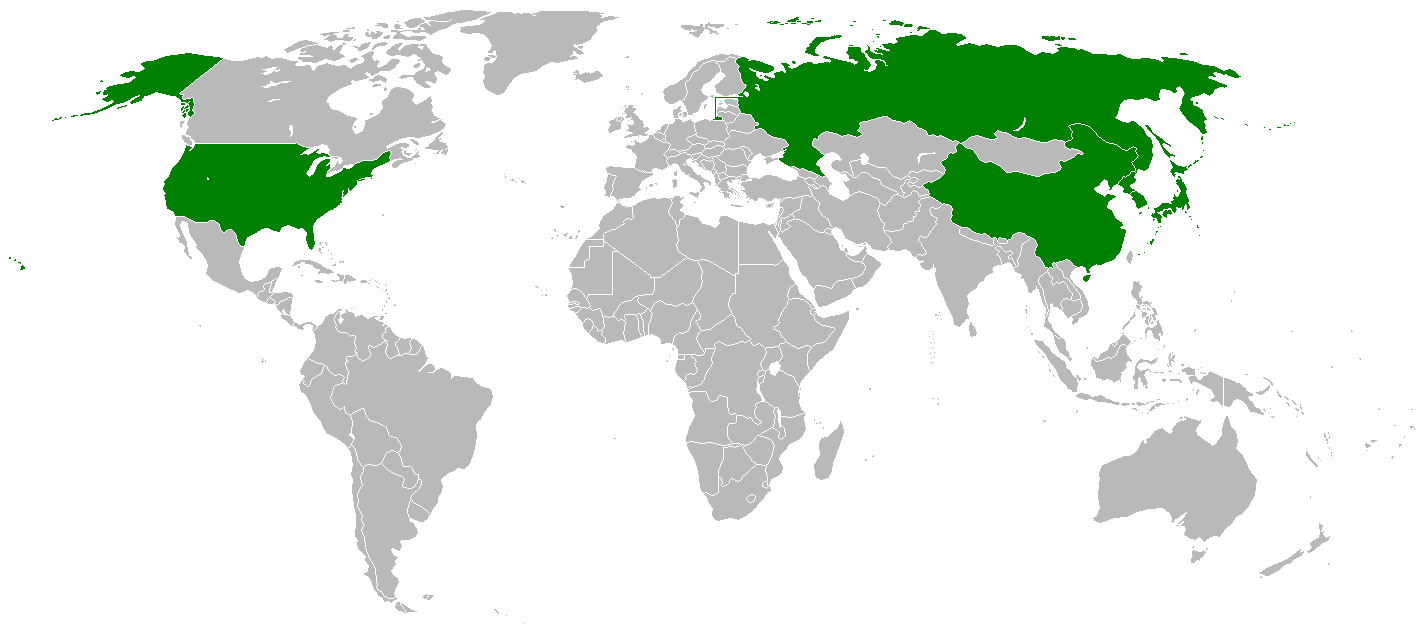
Країни-учасниці шестисторонніх переговорів

- Гарантія безпеки - це питання піднімалося Північною Кореєю з моменту приходу до влади адміністрації Буша (2001–2009). Північна Корея називала адміністрацію Буша ворожою і звинувачувала її у плануванні силового скинення уряду Північної Кореї. Це занепокоєння лише посилилося, коли президент Джордж Буш назвав Північну Корею частиною "осі зла" у своєму щорічному Зверненні до нації 2002 року.
- Будівництво легких водних реакторів - згідно узгодженої рамкової угоди 1994 р. Два реактори легководних реактори мали бути побудовані у відповідь на закриття атомної електростанції, яка працювала на графіті, в Північній Кореї в Йонбьоні. Ця угода була розірвана після дефолту обох сторін, а саме з 2002 року.
- Мирне використання ядерної енергії - хоча Договір про нерозповісюдження ядерних озброєнь дозволяє державам право використовувати ядерну енергію в цивільних цілях, вважалося, що Північна Корея використовувала цей договір як прикриття для своєї програми з розробки ядерної зброї.
- Дипломатичні відносини - Північна Корея хотіла, щоб нормалізація дипломатичних відносин була частиною угоди про відмову від її програми ядерної зброї. США то погоджувались, то не погоджувались з цією умовою, вимагаючи від Північної Кореї безповоротної та надійної відмови від ядерного озброєння.
- Фінансові обмеження / Нормалізація торгівлі - США застосували жорсткі фінансові санкції проти Північної Кореї за те, що вони вбачали та офіційно називали небажанням до співпраці та небажанням згорнути програму ядерної зброї. Крім того, інші сторони, наприклад Китай, вдавалися до таких дій як заморожування активів Північної Кореї на рахунках в іноземних банках (в еквіваленті 24 мільйони доларів США) в банку Delta Asia в Макао[7]. Після проведення ядерних випробувань 9 жовтня 2006 р., було ухвалено Резолюцію 1718 Ради Безпеки ООН, яка передбачала заборону експорт всіх товарів розкоші до Північної Кореї. Ці кошти були розморожені США 19 березня 2007 р. у відповідь на дії їхніх північнокорейських колег[8]. У жовтні 2008 року США вилучили Північну Корею зі списку держав-спонсорів тероризму[9].
- Перевірене та незворотне роззброєння - члени шестисторонніх переговорів з цим не погодилися. Японія та США вимагали, щоб Північна Корея повністю призупинила свою ядерну програму, щоб вона ніколи не могла бути перезапущена, і щоб її змогли перевірити всі шість членів цих перемовин до того як будь-яка допомога від країн-учасниці шестисторонніх перемовин буде надана. Південна Корея, Китай та Росія домовились про більш м'яке поетапне рішення, яке передбачає, що учасники шестисторонніх переговорів дають певну винагороду (наприклад, допомогу) у відповідь за кожен крок ядерного роззброєння. Північна Корея хотіла, щоб Сполучені Штати спочатку погодилися на певні умови, перш ніж Пхеньян чинитиме будь-які дії щодо своєї програми озброєння, яку вони розглядали та розглядають як єдину гарантію запобігання нападу США на їхню землю.

## 1-й раунд переговорів (27 серпня - 29 серпня 2003 р.)
Представники:

Схема розсадки країн за столом у шестисторонніх переговорах

- Південна Корея: Лі Су Хьок, заступник міністра закордонних справ та торгівлі
- Північна Корея: Віце-міністр закордонних справ Кім Гі Гван
- Сполучені Штати Америки: Джеймс Келлі, помічник держсекретаря з питань Східної Азії та Тихого океану
- Китайська Народна Республіка: Ван Йі, Віце-міністр закордонних справ
- Японія: Мітоджі Ябунака, Генеральний директор Бюро у справах Азії та Океанії

  Росія: Олександр Лосюков, заступник міністра закордонних справ
Досягнуті цілі:
- Були узгоджені підсумки для подальшого раунду переговорів.
- Ніякої угоди між сторонами не було укладено.

## 2-й раунд переговорів (25 лютого - 28 лютого 2004 р.)
Представники:
- Південна Корея: Лі Су Хьок, заступник міністра закордонних справ та торгівлі
- Північна Корея: віце-міністр закордонних справ Кім Гє Гван[en]
- Сполучені Штати Америки: Джеймс Келлі, помічник держсекретаря з питань Східної Азії та Тихого океану
- Китайська Народна Республіка: Ван Йі, віце-міністр закордонних справ
- Японія: Мітоджі Ябунака, Генеральний директор Бюро у справах Азії та Океанії
- Росія: Олександр Лосюков, заступник міністра закордонних справ

Досягнуті цілі:
- Оголошена заява голови з семи пунктів, серед яких: 
  - Денуклеаризація Корейського півострова
  - Мирне співіснування держав-учасниць, наголошування на застосуванні взаємно узгоджених заходів для вирішення кризових ситуацій
- Угода про проведення третього раунду переговорів за повної участі всіх держав членів перемовин протягом другого кварталу 2004 року.

## 3-й раунд переговорів (23 червня - 26 червня 2004 р.)
Представники:
- Південна Корея: Лі Су Хьок, заступник міністра закордонних справ та торгівлі
- Північна Корея: віце-міністр закордонних справ Кім Гє Гван
- Сполучені Штати Америки: Джеймс Келлі, помічник держсекретаря з питань Східної Азії та Тихого океану
- Китайська Народна Республіка: Ван Йі, віце-міністр закордонних справ
- Японія: Мітоджі Ябунака, генеральний директор Бюро у справах Азії та Океанії
- Росія: Олександр Алексєєв, заступник міністра закордонних справ

Досягнуті цілі:
- З заяви голови оголошено вісім пунктів, серед яких:
  - Повторне підтвердження прихильності до денуклеаризації Корейського півострова, наголошення на конкретизації рамок та часу, інтервалу (між кроками) та методів перевірки
- Угода про проведення четвертого раунду переговорів у Пекіні до вересня 2005 року

## 4-й раунд переговорів

### 1-а фаза (26 липня - 7 серпня 2005 р.)
Представники:
- Південна Корея: Сон Мін Сун[en], заступник міністра закордонних справ і торгівлі
- Північна Корея: Віце-міністр закордонних справ Кім Гє Гван
- Сполучені Штати Америки: Крістофер Хілл, помічник держсекретаря з питань Східної Азії та Тихого океану
- Китайська Народна Республіка: Ву Давей, віце-міністр закордонних справ
- Японія: Сасае Кенічіро, заступник генерального директора Бюро з питань Азії та Океанії
- Росія: Олександр Алексєєв, заступник міністра закордонних справ

Досягнуті цілі:
- США та Північна Корея не змогли домовитися про "мирне" використання ядерної енергії
- Три тижні переговорів під час серії засідань Регіонального форуму АСЕАН (ARF)

### 2-й етап (13 вересня— 19 вересня 2005р.)
Представники:
- Південна Корея: Сон Мін Сун, заступник міністра закордонних справ і торгівлі
- Північна Корея: Віце-міністр закордонних справ Кім Гє Гван
- Сполучені Штати Америки: Крістофер Хілл, помічник держсекретаря з питань Східної Азії та Тихого океану
- Китайська Народна Республіка: Ву Давей, віце-міністр закордонних справ
- Японія: Сасае Кенічіро, заступник генерального директора Бюро з питань Азії та Океанії
- Росія: Олександр Алексєєв, заступник міністра закордонних справ

Досягнуті цілі:
- Спільна заява з шести статей[10] включно з:
  - Перевірена денуклеаризація Корейського півострова
  - Дотримуватися та реалізовувати Декларацію про денуклеаризацію Корейського півострова 1992 року
  - Північна Корея погодиться відмовитися від ядерної зброї та ядерних програм та повернутися до Договору про нерозповсюдження ядерної зброї якнайшвидше
  - Втім, держави-учасниці переговорів все ще поважають заявлене право Північної Кореї на мирне використання ядерної енергії
  - Питання реакторів легкої води буде обговорено «з настанням відповідного часу»
  - США та Південна Корея офіційно мають зробити заяву про відсутність ядерної зброї на Корейському півострові
  - США підтвердили, що не мають наміру нападати на Північну Корею або вторгнутись на її землю та нададуть гарантії безпеки цій країні
  - США та Північна Корея будуть працювати над нормалізацією відносин, поважати суверенітет один одного, мирно співіснувати.
  - Японія та Північна Корея будуть працювати над нормалізацією відносин відповідно до заяви Пхеньяна шляхом врегулювання історичних суперечок.
  - Інші п'ять Сторін зобов'язалися сприяти економічному співробітництву шляхом посилення двостороннього/багатостороннього економічного співробітництва в галузі енергетики, торгівлі та інвестицій.
  - Південна Корея підтвердила свою пропозицію від 12 грудня 2005 р. щодо надання 2 мільйонів кіловат електроенергії, якщо КНДР відмовиться від програми ядерної зброї.
  - Мирний договір Корейського півострова повинен бути узгоджений окремо.
  - «Слово за слово»; «дія за дію» — принцип, якого слід дотримуватися, підкреслюючи «взаємно узгоджені заходи».
- Угода про проведення п'ятого раунду переговорів на початку листопада 2005 року.

## 5-й раунд переговорів

### 1-а фаза (9 листопада - 11 листопада 2005 р.)
Представники:
- Південна Корея: Сон Мін Сун, заступник міністра закордонних справ і торгівлі
- Північна Корея: Віце-міністр закордонних справ Кім Гє Гван
- Сполучені Штати Америки: Крістофер Хілл, помічник держсекретаря з питань Східної Азії та Тихого океану
- Китайська Народна Республіка: Ву Давей, віце-міністр закордонних справ
- Японія: Сасае Кенічіро, заступник генерального директора Бюро з питань Азії та Океанії
- Росія: Олександр Алексєєв, заступник міністра закордонних справ

Досягнуті цілі:
- Спільна заява, яка складалася з шести пунктів. Це по суті було те ж, що й у попередньому раунді, за винятком:
  - Модифікація принципу «слово за слово» та «дія за дію» до принципу «зобов'язання за зобов’язання, дія за дію».
- Немає домовленостей щодо того, коли будуть проведені наступні переговори, хоча березень 2006 року виглядав цілком ймовірним.

#### Події між 1-ю та 2-ю фазами
- У квітні 2006 року Північна Корея запропонувала відновити переговори, якщо США розморозять нещодавно заморожені північнокорейські фінансові активи, що перебувають у банку в Макао. [14]
  - США розглядають ядерні та фінансові питання як окремі; Північна Корея маю діаметрально протилежний підхід.
- Північна Корея 3 жовтня 2006 року оголосила, що збирається випробувати свою першу ядерну зброю незалежно від світової ситуації, звинувачуючи у «ворожій політиці США» як причині необхідності такого випробування. Однак, Пхеньян зобов’язався проводити політику не нанесення першого удару та ядерного роззброєння лише тоді, коли настане всесвітня ліквідація такої ядерної зброї [11]
- 9 жовтня 2006 року Північна Корея оголосила про успішне ядерне випробування, яке було підтверджене Сполученими Штатами 11 жовтня.
- У відповідь Рада Безпеки Організації Об'єднаних Націй прийняла Резолюцію 1718, одноголосно засудивши Північну Корею, а також застосувала статтю 41 глави VII. Санкції варіювались від економічних до торгівлі військовими запчастинами, пов'язаних із ЗМЗ та передачею технологій та заборона на певні товари розкоші. І Китайська Народна Республіка, і Російська Федерація стрімко підкреслили, що це не військові санкції. Резолюція також давала право іншим державам перевіряти вантажі будь-якого північнокорейського судна, хоча Китайська Народна Республіка мала застереження щодо цього кроку, заявивши, що хоче уникнути будь-якого військового протистояння з військово-морським флотом Північної Кореї.
- 31 жовтня 2006 року уряд Китаю оголосив, що шестисторонні переговори відновляться. Пізніше американський переговорник Крістофер Хілл заявив, що відновлення може відбутися в наступному місяці і що Північна Корея не створила передумов для переговорів. Глухий кут був порушений тим, що BBC News назвали  "шаленими закулісними переговорами Пекіна". Однак міністр закордонних справ Японії Таро Асо заявив, що його країна не бажає повертатися до шестисторонніх переговорів, поки Північна Корея не відмовиться від ядерної зброї[12].
- 5 грудня 2006 року російський посланник і колишній головний російський переговорник на шестисторонніх переговорах Олександр Алексєєв заявив, що переговори навряд чи відновляться до 2007 року через повільний прогрес у напрямку переговорів та те, що скоро буде Різдво.
- 10 грудня стало очевидним, що переговори будуть відновлені 18 грудня 2006 року

### 2-а фаза переговорів (18 грудня— 22 грудня 2006р.)
Представники:
- Південна Корея: Чон Йон У[en], заступник міністра закордонних справ і торгівлі
- Північна Корея: Кім Гі Гван, віце-міністр закордонних справ
- Сполучені Штати Америки: Крістофер Хілл, помічник держсекретаря з питань Східної Азії та Тихого океану
- Китайська Народна Республіка: Ву Давей, віце-міністр закордонних справ
- Японія: Сасае Кенічіро, заступник генерального директора Бюро з питань Азії та Океанії
- Росія: Сергій Разов, посол Росії в Китаї

Досягнуті цілі:
- Заява після завершенню цієї фази переговорів включала в себе наступні пункти:
  - Усі шість сторін підтверджують свою прихильність до Спільної заяви, зробленої 19 вересня 2005 р., у формі «дії за дію».
  - Усі шість сторін перепідтвердили свої позиції так як деякі з позицій сильно відрізнялися з моменту останнього зустрічі сторін переговорів.
- Було проведено чимало двосторонніх переговорів, особливо у неділю перед переговорами (17 грудня 2006 р.) та на третій та четвертий дні переговорів.
- Були проведені окремі двосторонні переговори щодо заморожування закордонних північнокорейських фінансових активів між делегацією США під керівництвом заступника помічника секретаря міністерства фінансів США з питань фінансування тероризму та фінансових злочинів Деніела Глейзера та делегацією Північної Кореї на чолі з президентом Банку зовнішньої торгівлі КНДР О Кванг Чолом. Ці переговори закінчилися без консенсусу щодо позиції, але обидві делегації погодилися знову зустрітися в Нью-Йорку в січні 2007 року.
- 5-й раунд перейшов у «перерву» 22 грудня 2006 року, що свідчило про те, що раунд ще не закінчився. Головний китайський переговорник Ву Давей заявив 8 січня 2007 року, що робочі переговори щодо фінансових санкцій, ймовірно, відновляться 21–22 січня 2007 року в Нью-Йорку, а основні шестисторонні переговори, можливо, відновляться незабаром у Пекіні[13].

#### Події між 2-ю та 3-ю фазами переговорів
- Колишній головний переговорник Росії з шестисторонніх переговорів Олександр Лосюков обійняв посаду нового головного переговорника від Росії Сергія Разова. Лосюков раніше був послом Росії в Токіо, був призначений одразу після другого туру шестисторонніх переговорів у березні 2004 року.
- 26 січня 2007 року головний переговорник Росії Олександр Лосюков заявив журналістам, що третя фаза, швидше за все, відновиться десь наприкінці січня або на початку лютого 2007 року, швидше за все, 5–8 лютого 2007 року. Було очевидно, що делегація Північної Кореї хоче відновити ці переговори 8 лютого 2007 року. Дати було обрано до КитайськогоНового року, який мав розпочатися в середині лютого 2007 року. Така пропозиція була підтримана делегаціями Китайської Народної Республіки та Республіки Корея.
- І Кім Кі-гван від імені Північної Кореї, і Крістофер Хілл від імені США висловили позитивні коментарі щодо прогресу переговорів у форматі «один на один», що відбувалися з вівторка 16 січня 2007 року до четверга 18 січня 2007 року в Берліні, Німеччина, вказуючи на «досягнення певних домовленостей». Вони спілкувалися шість годин у вівторок і півтори години у середу. Північна Корея розглядала ці переговори як «двосторонні переговори», яких вона хотіла зі США протягом тривалого часу, тоді як США згадали про ці переговори як про"підготовку до шестисторонніх переговорів".
- У вівторок, 30 січня 2007 року у Пекіні, Китай, заступник помічника секретаря фінансів США Даніель Глазер повинен був провести переговори зі своїм північнокорейським колегою О Кван Чолом у частині часткового зняття фінансових санкцій, які, як вважалося, становили близько 13 млн дол. США заморожених у Банку Дельта Азії, що в Макао, Китай.
- Китай підтвердив у вівторок 30 січня 2007 року, що третя фаза переговорів розпочнеться 8 лютого 2007 року.
- Повідомлялося, що Північна Корея перед початком третьої фази переговорів після попередньої зустрічі Кіма та Хілла погодилася заморозити свою ядерну програму в обмін на 500 000 тонн мазуту на рік, подібно до узгодженої рамкової угоди 1994 року. Ходили чутки, що до цього етапу був підписаний меморандум про взаєморозуміння між США та Північною Кореєю, хоча це було спростовано головним представником США Крістофером Хіллом.

### 3-я фаза (8 лютого— 13 лютого 2007р.)
Представники:
- Південна Корея: Чон Йон У, заступник міністра закордонних справ та торгівлі
- Північна Корея: Кім Гі Гван, віце-міністр закордонних справ
- США: Крістофер Хілл, помічник держсекретаря з питань Східної Азії та Тихого океану
- КНР: Ву Давей, віце-міністр закордонних справ
- Японія: Сасае Кенічіро, заступник генерального директора Бюро з питань Азії та Океанії
- Росія: Олександр Лосюков, заступник міністра закордонних справ.

Досягнуті цілі:
- Спільна заява, видана у вівторок 13 лютого 2007 року, 15:00:
  - Північна Корея закриє та запечатає ядерний об'єкт в Йонбіоні, включаючи переробний об'єкт, і запросить співробітників МАГАТЕ для проведення всіх необхідних моніторингів та перевірок.
  - Натомість інші п'ять сторін на шестисторонніх переговорах нададуть екстрену енергетичну допомогу Північній Кореї на початковому етапі у вигляді 50 000 тонн мазуту, який розпочнеться протягом 60 днів.
  - Усі шість сторін погоджуються робити позитивні кроки для розширення взаємної довіри та докладають спільних зусиль для міцного миру та стабільності в Північно-Східній Азії. Прямо пов'язані сторони домовляться про постійний мирний режим на Корейському півострові на відповідному окремому форумі.
  - Усі шість сторін домовились про створення п'яти робочих груп — щодо денуклеаризації Корейського півострова, нормалізації відносин Північної Кореї та США, нормалізація відносин Північної Кореї та Японії, економічне та енергетичне співробітництво, а також спільний механізм миру та безпеки у Північно-Східній Азії.
  - Робочі групи формуватимуть конкретні плани щодо виконання заяви 19 вересня у відповідних областях.
  - Усі сторони погоджуються, що всі робочі групи зустрінуться протягом наступних 30 днів
- Деталі допомоги визначатимуться шляхом консультацій та відповідних оцінок у робочій групі з питань економічного та енергетичного співробітництва.
- Після того, як початкові дії будуть здійснені, шість сторін негайно проведуть міністерське засідання для підтвердження виконання спільного документа та вивчення шляхів та засобів сприяння співробітництву у галузі безпеки в Північно-Східній Азії.
- Шостий раунд шестисторонніх переговорів відбудеться 19 березня 2007 року. Це буде слухання доповідей робочих груп та обговорення дій на наступному етапі[14].

#### Події під час 3-го етапу 5-го раунду переговорів
- Китай склав план, який був представлений у п'ятницю 9 лютого 2007 року, спираючись на угоду укладену в вересні 2005 року. Пропонувалося, щоб ядерний реактор потужністю 5 МВт був призупинений, закритий та опечатаний протягом двох місяців в обмін на постачання енергії та економічну допомогу інших п'ятьох країн Північній Кореї. Китай також запропонував створити «чотири-шість» робочих груп з кожного невирішеного питання, про що не було узгоджено раніше. Повідомлялося, що міністр закордонних справ Японії Таро Асо аплодував цьому проекту, називаючи його проривом. Однак головний представник Японії Сасае Кенічіро та головний представник США Крістофер Хілл були набагато обережнішими, заявивши, що це лише перший крок у тривалому процесі, але його, принаймні, було узгоджено всіма сторонами і він допомагав прогресу в вирішенні основних питань. Головний представник Північної Кореї Кім Кі-гван заявив, що Північна Корея «готова обговорити початкові кроки денуклеаризації», але «не є ні оптимістичною, ні песимістичною, тому що існує ще багато проблем, які потрібно вирішити»[15]
- Китай провів перемовини один на один з кожною з інших п'яти країн у неділю, 11 лютого 2007 року. Головні переговорники шести країн провели у другій половині дня разом багатогодинну зустріч. Вони не оголосили жодної дати закінчення цього етапу переговорів після зустрічі.
- План Китаю зіткнувся з певними труднощами щодо кроків, які Північна Корея мала би вжити для денуклеалізації в обмін на допомогу. Головний представник Японії заявив, що Північна Корея вимагає занадто великої компенсації в обмін на денуклеаризацію. Головний представник Південної Кореї Чунь Юн-Ву заявив, що очікувати прориву в неділю 11 лютого 2007 року було нерозумно. Головний представник Росії Лосюков заявив, що шанси на створення спільної заяви на двох сторінках невеликі, і якщо це не вдасться, то буде видано чергову заяву голови переговорної групи.
- 13 лютого 2007 року Крістофер Хілл оголосив, що між учасниками переговорів була досягнута попередня угода, і «остаточний текст» був розісланий урядам шести сторін для затвердження. Ще до того, як угода була схвалена, її критикував Джон Болтон, колишній посол США в ООН, який заявив, що саме вона надіслала «неправильний сигнал для потенційних розповсюджувачів ядерної зброї у всьому світі»[16].
- Заява Голови, прийнята 13 лютого 2007 року, стала результатом шіснадцятигодинних напружених переговорів, завершених лише о 14:00 13 лютого 2007 року. Вона була поширена серед представників всіх сторін переговорів і була узгоджена близько 15:00 того ж дня[17].

## 6-й раунд переговорів

### 1-а фаза (19 березня - 22 березня 2007)
Представники:
- Південна Корея: Чон Йон У, заступник міністра закордонних справ та торгівлі
- Північна Корея: Кім Гі Гван, віце-міністр закордонних справ
- Сполучені Штати Америки: Крістофер Хілл, помічник держсекретаря з питань Східної Азії та Тихого океану
- Китайська Народна Республіка: Ву Давей, віце-міністр закордонних справ
- Японія: Сасае Кенічіро, генеральний директор Бюро з питань Азії та Океанії
- Росія: Олександр Лосюков, заступник міністра закордонних справ

Досягнуті цілі:
- 19 березня 2007 року головний переговорник США Крістофер Хілл оголосив, що всі 25 мільйонів доларів США, які належали північним корейцям в банку Дельта Азії (Макао), були заморожені до того як вони мали бути розморожені для позначення позитивних кроків, які північні корейці зробили на шляху зупинки Йонбьонського ядерного реактора та реадмісія інспекторів МАГАТЕ, з майбутньою метою - повне ядерне роззброєння Корейського півострова[18]. Однак це питання було винесено на порядок денний лише вранці в день переговорів, а не напередодні, тож фінансова операція зіткнулася з певними проблемами у часі та була відхилена для північних корейців (Банком Китаю). Північнокорейці на чолі з Кім Кі-Гваном відмовились від подальших переговорів, поки не вони отримають свої гроші. Американці (Крістофер Хілл, а не Деніел Глазер) заперечували відповідальність за затримку, називаючи це "китайською справою". Китайці (Ву Давей) у свою чергу сказали, що "не було достатньо часу для здійснення угоди". Банк Китаю вирішив прийняти гроші, оскільки банк Banco Delta Asia не було вилучено із чорного списку США, незважаючи на те, що розмороження цих коштів було під питанням. Тим не менше, жодна з п'яти інших сторін не бачила у цьому фінансовому питанні перешкод для переговорів. "Вирішення питання Banco Delta Asia - це питання часу, а не питання політичної волі", - заявив головний переговорник Південної Кореї Чунь Юн-Ву. Переговори були перервані в кінці четвертого дня переговорів, коли прогрес був неможливий після другого дня[19].
- США також визнали, що це заморожування коштів було вигідним ходом ("фішкою"), яка використовується для тиску на Північну Корею для виконання нею зобов'язань.
- Переговори були припинені, оскільки Північна Корея відмовилася продовжувати, так і не отримавши 25 мільйонів доларів на свої рахунки.
- Південнокорейська газета повідомляла, що Північна Корея вжила заходів для закриття свого реактора Yongbyon потужністю 5 МВт(е)[20].

#### Події, що відбувалися між зупинкою та відновленням 1-ї фази 6 раунду переговорів
- Умова про 60-денний термін, очевидно, не була дотримана через вищезазначене, хоча жодна із шести сторін не зазнала великих проблем з цього приводу. США закликали Північну Корею якнайшвидше виконати свої зобов'язання, посилаючись, що це питання вже не є в американській "зоні відповідальності". Росія, Китай та Південна Корея закликали до терпіння. Японія все ще наполягала на вирішенні питання про викрадення. Японія продовжувала постійно обумовлювати надання економічних стимулів Північній Кореї у питанні повного вирішення проблеми викрадення коштів[21].
- 11 червня 2007 р. Росія погодилася передати розморожені північнокорейські кошти від банку Макао та Північній Кореї[22].
- 14 липня 2007 року, отримавши допомогу пальним від Південної Кореї, Північна Корея заявила, що закрила ядерні споруди в Йонбіоні і заявила, що готова згорнути та демонтувати всю свою ядерну програму[23]. 18 липня 2007 року інспектори МАГАТЕ перевірили, що Північна Корея закрила свої об'єкти[24].

### Відновлення 1-ї фази (18 липня - 20 липня 2007 р.)
Представники:
- Південна Корея: Чон Йон У, заступник міністра закордонних справ та торгівлі
- Північна Корея: Кім Гі Гван, віце-міністр закордонних справ
- Сполучені Штати Америки: Крістофер Хілл, помічник держсекретаря з питань Східної Азії та Тихого океану
- Китайська Народна Республіка: Ву Давей, віце-міністр закордонних справ
- Японія: Сасае Кенічіро, заступник генерального директора Бюро з питань Азії та Океанії
- Росія: Володимир Рахманін, заступник міністра закордонних справ

Досягнуті цілі:
- Спільна заява, видана в п'ятницю 20 липня 2007 року[25]
  - Шість сторін висловили задоволення конструктивними зусиллями, яких доклали всі сторони для просування процесу шестисторонніх переговорів, і привітали проведення продуктивних двосторонніх консультацій та координацію задля посилення їхньої взаємодовіри та покращення взаємовідносин.
  - Сторони підтвердили своє зобов’язання щодо Спільної заяви від 19 вересня 2005 р. та Угоди від 13 лютого 2007 р. та зобов’язалися виконувати відповідні зобов'язання за цими угодами відповідно до принципу "дія за дію".
  - Північна Корея підтвердила згоду закрити всі ядерні програми та відключити всі об'єкти, пов'язані з її ядерними програмами.
  - Домовленість про те, що п’ять робочих груп мають зібратися до серпня, щоб обговорити плани імплементації загального консенсусу.
  - Переговори мають відновитися у вересні, щоб заслухати звіт робочих груп та розробити дорожню карту щодо впровадження загального консенсусу. Після закінчення наступного етапу переговорів шість сторін якнайшвидше проведуть міністерську нараду в Пекіні, щоб підтвердити та сприяти виконанню Спільної заяви 19 вересня, угоди 13 лютого та загального консенсусу та вивчити шляхи та засоби для посилення співробітництва в галузі безпеки в Північно-Східній Азії.
- Під час переговорів не було визначено термін, поки робочі групи не матимуть шансів зустрітися. Це, мабуть, тому, що строки, встановлені на переговорах на початку року, не були дотримані[26].
- Північна Корея попередила про "кризу" через відмову Японії фінансувати енергетичну допомогу. Японія заявила, що не поділятиме витрат на допомогу, поки Північна Корея не вирішить питання неповернених коштів[27].

Події, що відбувавалися між 1-ю та 2-ю фазами 6 раунду переговорів:
- Президент Південної Кореї Ро Му Хен запропонував до обговорення на нових міжкорейських переговорах створення Корейського економічного співтовариства[28].
- Президент США Джордж Буш сказав, що він буде працювати над мирною угодою на Корейському півострові, коли Північна Корея повністю обеззброїться[29].
- Ізраїль виявив, що удар 6-го вересня в Сирії був спрямований на сирійський ядерний об'єкт, побудований за допомогою Північної Кореї[30].
- Прем'єр-міністр Японії Сінцо Абе замінений на Ясуо Фукуду. Фукуда зобов’язався налагодити відносини з Північною Кореєю[31].

### 2-а фаза (27 вересня - 30 вересня 2007)
Представники:
- Південна Корея: Чон Йон У, заступник міністра закордонних справ та торгівлі
- Північна Корея: Кім Гі Гван, віце-міністр закордонних справ
- Сполучені Штати Америки: Крістофер Хілл, помічник держсекретаря з питань Східної Азії та Тихого океану
- Китайська Народна Республіка: Ву Давей, віце-міністр закордонних справ
- Японія: Сасае Кенічіро, заступник генерального директора Бюро з питань Азії та Океанії
- Росія: Олександр Лосюков, заступник міністра закордонних справ.

Досягнуті цілі:
- Звіти робочих груп заслухані та затверджені.
- Виконання початкових положень Угоди від 3 лютого 2007 р. було підтверджено всіма сторонами переговорів.
- Перелік заходів другого етапу щодо впровадження спільної заяви, випущеної 2 жовтня 2007 року[32].
  - Північна Корея погодилася відключити всі ядерні об'єкти, що підпадають під дію Спільної заяви від вересня 2005 року та Угоди 13 лютого, включно з відключенням до 31 грудня 2007 року трьох об'єктів в Йонбяні: експериментальний реактор потужністю 5 МВт, завод по переробці ядерного палива та установку з виготовлення стрижня для ядерного палива.
  - Північна Корея погодилася надати до 31 грудня 2007 року повну та правильну декларацію всіх своїх ядерних програм відповідно до угоди 13 лютого.
  - Північна Корея та Сполучені Штати Америки посилять двосторонні обміни та зміцнюватимуть взаємну довіру. США виконуватимуть свої зобов'язання перед КНДР (стосовно процесів усунення КНДР як державного спонсора тероризму та припинення застосування до КНДР Закону про торгівлю з ворогами) паралельно з діями КНДР. виходячи з консенсусу, досягнутого на засіданнях Робочої групи з питань нормалізації відносин між КНДР та США.
  - КНДР та Японія проведуть інтенсивні консультації, щоб докласти щирих зусиль для швидкої нормалізації відносин відповідно до Пхеньянської декларації.
  - Відповідно до угоди 13 лютого, КНДР буде надана економічна, енергетична та гуманітарна допомога в еквіваленті один мільйон тонн HFO (включаючи 100000 тонн HFO, що вже були доставлені). Конкретні умови мали бути доопрацьовані в обговоренні Робочою групою з питань економіки та енергетичного співробітництва[33].
  - Сторони вдруге підвтердили, що Шестистороння міністерська зустріч відбудеться у Пекіні, коли настане відповідний для цього час.

## Припинення переговорів у 2009 році
5 квітня 2009 року Північна Корея продовжила реалізацію своїх планів щодо запуску супутника, незважаючи на міжнародний тиск та заклики не робити цього. Тиск був зумовлений міжнародною думкою, що запуск супутника насправді є випробуванням технології ICBM. Запуск був невдалим і він приземлився в Тихому океані. Незважаючи на невдачу, президент США Барак Обама відповів, що "порушення повинні бути покарані". Південна Корея закликала посилити санкції проти Північної Кореї. 13 квітня Рада Безпеки Організації Об'єднаних Націй одноголосно погодилась із заявою Президента США, яка засудила Північну Корею за запуск та заявила про намір Радбезу розширити санкції проти Північної Кореї. Наступного дня Північна Корея, сердито відповідаючи на резолюцію Ради Безпеки ООН, заявила, що "ніколи більше не братиме участі в таких [шестисторонніх] переговорах і не буде зв'язувати себе жодною домовленістю, досягнутою на переговорах". Північна Корея вислала ядерних інспекторів із країни, а також повідомила Міжнародне агентство з атомної енергії, що відновить програму ядерної зброї.
25 травня 2009 року Північна Корея підірвала ядерний пристрій під землею. Випробування засудили ООН, НАТО, інші п’ять членів Шестисторонніх переговорів та багато інших країн у всьому світі. 11 жовтня 2011 року Південна Корея призначила нового посланника на шестисторонніх переговорах; Лім Сон Нама, який раніше працював у Міністерстві туризму і спорту.
10 листопада 2009 р. відбулася битва при Дачхоні. У цю дату північні та південнокорейські кораблі обмінялися вогнем. Судно Південної Кореї було майже неушкоджене, тоді як північне, як повідомляється, зазнало великих жертв.

## Північнокорейські атаки у 2010 році
Чхонан, південнокорейський патрульний корабель із 104 особами на борту, затонув після незрозумілого вибуху, який прорвав його корпус під час звичайної місії в околицях острова Пенньондо о 21:22. 26 березня 2010 р. розслідування, проведене міжнародною групою експертів з Південної Кореї, США, Великої Британії, Канади, Австралії та Швеції, зробило висновок, що Чхонан був затоплений торпедою, запущеною мініатюрним підводним човном підводного човна класу Yeono. Цей інцидент спричинив зростання напруги та антагонізму між Північною та Південною Кореєю.
26 жовтня 2010 року представники Червоного Хреста Північної Кореї та Південної Кореї провели зустріч для обговорення шляхів подальшого об'єднання сімей, але так і не дійти згоди. Так само зробили UNC (United Nations Command) та Північна Корея, не зумівши домовитись про будь-які зустрічі вищого рівня.
23 листопада 2010 року Північна Корея обстріляла південнокорейський острів Йонпьонг. Двох південнокорейських солдатів було вбито та десяток поранено після того, як Північна Корея відстріляла десятки артилерійських снарядів на південнокорейському острові, що спричинило палання понад 60 будинків та спричинило втечі місцевих жителів. Ці два інциденти перешкоджали проведенню Шестисторонніх переговорів у цей період.

## Пропоновані відновлення переговорів
29 лютого 2012 року Сполучені Штати та Північна Корея оголосили угоду про "високосний день", згідно з якою США надаватимуть значну продовольчу допомогу в обмін на те, що Північ погодиться на мораторій на збагачення урану та ракетні випробування та повернення інспекторів МАГАТЕ до Йонбіону, що би призвело до відновлення шестисторонніх переговорів. 16 березня 2012 року Північна Корея заявила, що планує запустити супутник, щоб відзначити 100-річчя померлого засновника Кім Ір Сена, отримавши у відповідь засудження інших п'яти учасників Шестисторонніх переговорів, що поставило під сумнів угоду про "високосний день". 6 квітня 2012 року супутник Північної Кореї не зміг вийти на орбіту і був оголошений "невдалим" із боку Сполучених Штатів та Південної Кореї. Крім того, запуск був охарактеризований як "провокаційне випробування ракетних технологій" і США згодом оголосили про припинення продовольчої допомоги Північній Кореї.
29 січня 2014 року офіційне китайське інформаційне агентство Xinhua оголосило у Twitter, що послу КНДР у Китаї вдалося дійти згоди з КНДР щодо відновлення Шестисторонніх переговорів і закликав США виконати пов'язані з цим зобов'язання.
5 квітня 2018 року Верховний лідер Китаю Сі Цзіньпін заявив, що після зустрічі з Верховним лідером Північної Кореї Кім Чен іном той заявив, що він готовий відновити переговори. Наступні оновлення очікували на розгляд.
25 квітня 2019 року після своєї першої зустрічі з Кім Чен Іном президент Росії Володимир Путін заявив, що вважає, що будь-які американські гарантії потребують підтримки інших країн, що беруть участь у Шестисторонніх переговорах з ядерної проблеми. Путін пообіцяв поінформувати китайське та американське керівництво про свої переговори.